# Pôle magnétique
Pour les articles homonymes, voir Pôle.

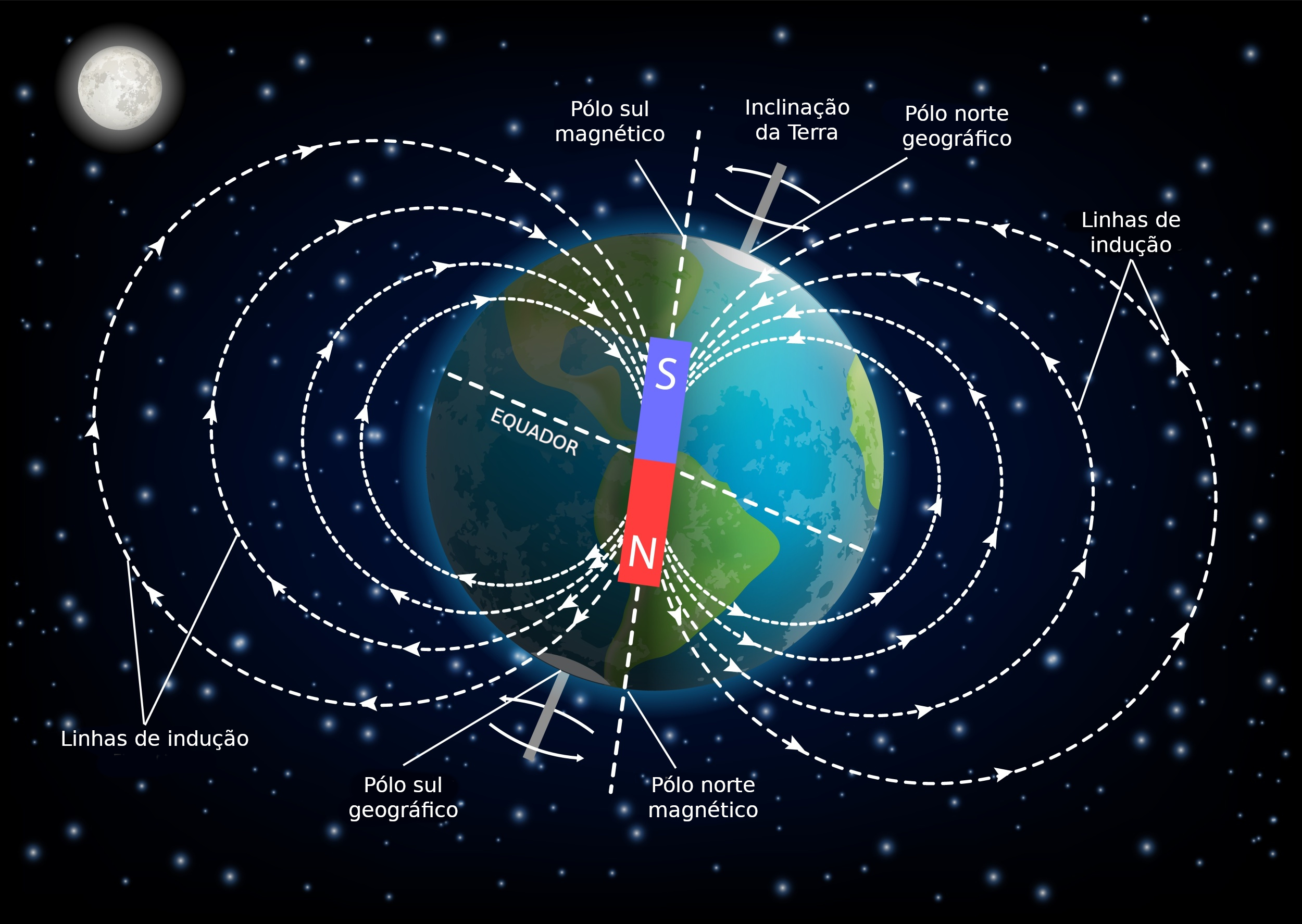
Représentation du champ magnétique terrestre. En blanc, on voit les lignes de ce champ.

Un pôle magnétique est un point de « convergence » des lignes de champ magnétique présentes ; on parle de pôle nord et de pôle sud par analogie aux pôles géographiques.
Un pôle magnétique, contrairement à un pôle électrique, ne peut pas être séparé de son homologue. Cette particularité est une conséquence d'une équation de Maxwell ( {\displaystyle \scriptstyle {\rm {div}}\;{\vec {B}}=0} ) c'est-à-dire que le champ magnétique est à flux conservatif. On parle de dipôle magnétique pour désigner un pôle et son homologue inséparable.

## Exemples
- Les pôles magnétiques terrestres :
  - Pôle Nord magnétique
  - Pôle Sud magnétique